# Roccia Nera
La Roccia Nera o Schwarzfluh és una muntanya de 4.075 metres que es troba entre les regions de Valais a Suïssa i la Vall d'Aosta a Itàlia.